# Tectosages

Emigratie van de Tectosages

Het gebied van de Volcae Tectosages (Οὐόλκαι Τεκτόσαγες uit Geographia ii van Claudius Ptolemaeus) lag buiten de Romeinse Republiek, ten zuiden van de Volcae Arecomici. Vanaf de derde eeuw voor Chr. was de hoofdstad van Volcae Tectosages Tolosa (hedendaags Toulouse), die toegevoegd werden aan de Romeinse Republiek als deel van de provincie Gallia Aquitania met de verovering van Gallië door Julius Caesar in 52 voor Chr. De Romeinse verovering van Tolosa beëindigde de culturele identiteit van de Volcae Tectosages.
Volgens Ptolemaeus waren hun steden in het binnenland Illiberis, Ruscino, Tolosa colonia, Cessero, Carcaso, Baetirae en Narbon colonia.
Gallia Cisalpina:
Anares · Beluni · Boii · Carni · Caturiges · Cenomani · Ceutrones · Insubres · Lepontii · Libici · Lingones · Nerusi · Salassi · Segusani · Suetri · Taurini · Vedianti

Gallia Transalpina:
Aedui · Albici · Allobroges · Ambarri · Ambiani · Andecavi · Arecomici · Atrebati · Aulerci Cenomani · Aulerci Diablintes · Aulerci Eburovices · Arverni · Baiocasses · Bellovaci · Bituriges Cubi · Bituriges Vivisci · Cadurci · Caleti · Carnutes · Catalauni · Caturiges · Cavares · Cenomani · Centrones · Cetrones · Commoni · Condrusi · Coriosolitae · Durocasses · Eciates · Eleuteti · Gabali · Garocelli · Geidumni · Grudii · Helvetii · Helvii · Lemovices · Leuci · Levaci · Lexovii · Lingones · Mandubii · Mediomatrici · Medulli · Menapii · Morini · Namnetes · Nantuates · Nerviërs · Nitiobriges · Osismii · Parisii · Petrocorii · Pictones · Pleumoxii · Redones · Remi · Ruteni · Salluviërs · Santones · Segni · Segovellauni · Segusiavi · Senones · Sequani · Silvanectes · Sordones · Suessiones · Tectosages · Tigurini ·  Tougener · Treveri · Tricasses · Tricastini · Turones ·  Veliocasses · Vellavi · Venelli · Veneti · Viducasses · Viromandui · Vocontii · Volcae Arecomici · Volcae Tectosages · Vivisci